# سغويت

شعار سغويت

سغويت (بالإنجليزية: SegWit) هو الاسم المستخدم لتغيير الشوكة الناعمة التي نفذت في تنسيق معاملة البيتكوين، وكان العنوان الرسمي لها هو «الشاهد المنفصل أو (طبقة الإجماع)» والذي يحتوي على رقم اقتراح تحسين البيتكوين BIP141. حيث كان الغرض المعلن هو منع قابلية المرونة لمعاملات البيتكوين غير المقصودة، والسماح بنقل البيانات الاختيارية، وتجاوز قيود بروتوكولات معينة (مثل حد حجم الكتلة) باستخدام انقسام بسيط.

## التاريخ

### حد حجم الكتلة
البيتكوين هي عملة معماة، وهي شكل من أشكال المال باستخدام التعمية للحفاظ على المعاملات آمنة، ويُطلق على كل سجل من وحدات البيتكوين اسم «كتلة»، ويتم ربط جميع الكتل معًا بالتسلسل باستخدام دالة تجزئة بيان معمى على الكتلة السابقة وتخزين مخرجاتها في الكتلة التالية. هذا يشكل سلسلة الكتل. حيث تحتوي كل كتلة على معلومات حول من يرسل ويستلم وحدة معينة من البيتكوين تسمى المعاملة، بالإضافة إلى التوقيع الذي يوافق على كل معاملة.

### قابلية التوسع
تتم إضافة كتلة جديدة إلى السلسلة على فترات عشوائية بمتوسط عشر دقائق حسب التصميم (إثبات العمل يسبب هذا التأخير). إلى جانب الحد الأقصى لحجم الكتلة، فإن هذا يحد من عدد المعاملات التي يمكن معالجتها في وقت معين، حيث اقترح آخرون تغييرات على البيتكوين من شأنها إصلاح تنسيق سلسلة الكتل بطريقة غير متوافقة مع الإصدارات السابقة، من شأن المعاملات المرنة أن تجعل المعاملات أصغر من خلال تغيير كيفية وصفها إلى نظام «العلامات»، مما يسمح بمزيد من المعاملات لكل كتلة، وهذا غير متوافق مع الأنظمة التي لا تقوم بالترقية.